# Litoria coplandi
Litoria coplandi és una espècie de granota de la família dels hílids. Aquest endemisme australià s'ha trobat a Kimberley (Austràlia Occidental), a Arnhem Land (nord de Northern Territory) i a la Reserva Musselbrook (nord-oest de Queensland). Probablement es troba en més llocs entre aquestes regions dins del seu hàbitat preferent. Es coneix només de zones poc elevades. És una espècie comuna.
Habita en vessants pedregosos i zones escarpades. Durant el dia en l'estació seca es refugia en coves i esquerdes i durant la nit es pot observar al llarg de les vores dels rierols que passen entre les roques. La reproducció té lloc entre octubre i desembre en aquestes masses d'aigua, on pon els ous individualment o en petits grups.